# Géza Szapáry

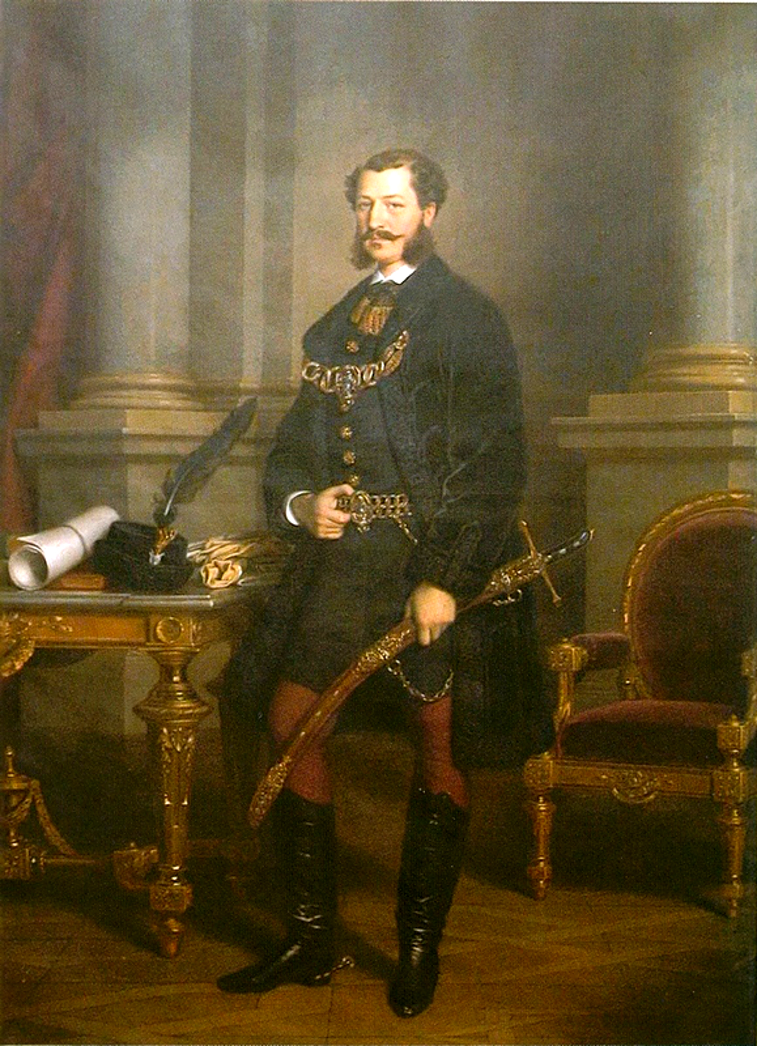
Géza Szapáry auf einem Gemälde von Miklós Barabás 1872

Géza Graf Szapáry von Szapár, Muraszombat und Széchysziget (27. September 1828 in Pressburg; † 5. April 1898 in Budapest) war ein ungarischer Adeliger, Politiker und Offizier. Er war zeitweise Obergespan von Zala, Gouverneur von Fiume, Geheimer Rat, k.u. Obersthofmeister, k.u.k. Kämmerer und Mitglied des Magnatenhauses im ungarischen Reichstag.

## Leben
Géza Szapáry wurde 1828 in Pressburg (heute Bratislava) als Sohn von Antal Szapáry und Auguszta Keglevich geboren. Schon 1846 schlug er die militärische Laufbahn ein und diente bereits vor Ausbruch des Unabhängigkeitskrieges gegen die Habsburger 1848 in der Armee. Am 1. Oktober 1848 trat er zu den Aufständischen ins 2. Hannoversche Husarenregiment über. Er kämpfte am Kriegsschauplatz im Süden und tat sich besonders bei der Belagerung von Ofen hervor. Nach mehreren Beförderungen diente er bis zur Kapitulation von Világos als Adjutant von General József Nagysándor, einem der späteren 13 Märtyrer von Arad. Wie auch andere Aufständische wird er zur Haft auf der Festung Arad verurteilt. Nach der Begnadigung dient er bis 1858 als Hauptmann im 7. Husarenregiment der kaiserlichen Armee. Ab 1861 wurde er Reichstagsabgeordneter für den Wahlbezirk Muraszombat und vertrat ab 1865 das Komitat Zala im Reichstag. In den Jahren 1867 bis 1873 wurde er Obergespan von Zala, und danach von 1873 bis 1883 Gouverneur der Stadt Fiume mit Gebiet (heute Rijeka). Später wurde er auf Lebenszeit Mitglied des Magnatenhauses, des Oberhauses des ungarischen Reichstags ernannt.

## Nachkommen
Géza Szapáry heiratete am 10. August 1861 in Pest Mária Gräfin Győry von Radvány (1840–1908). Das Paar hatte zwei Kinder:
- László Szapáry (1864–1939), Gouverneur von Fiume
- Pál Szapáry (1873–1917), Gouverneur von Fiume

## Ehrungen

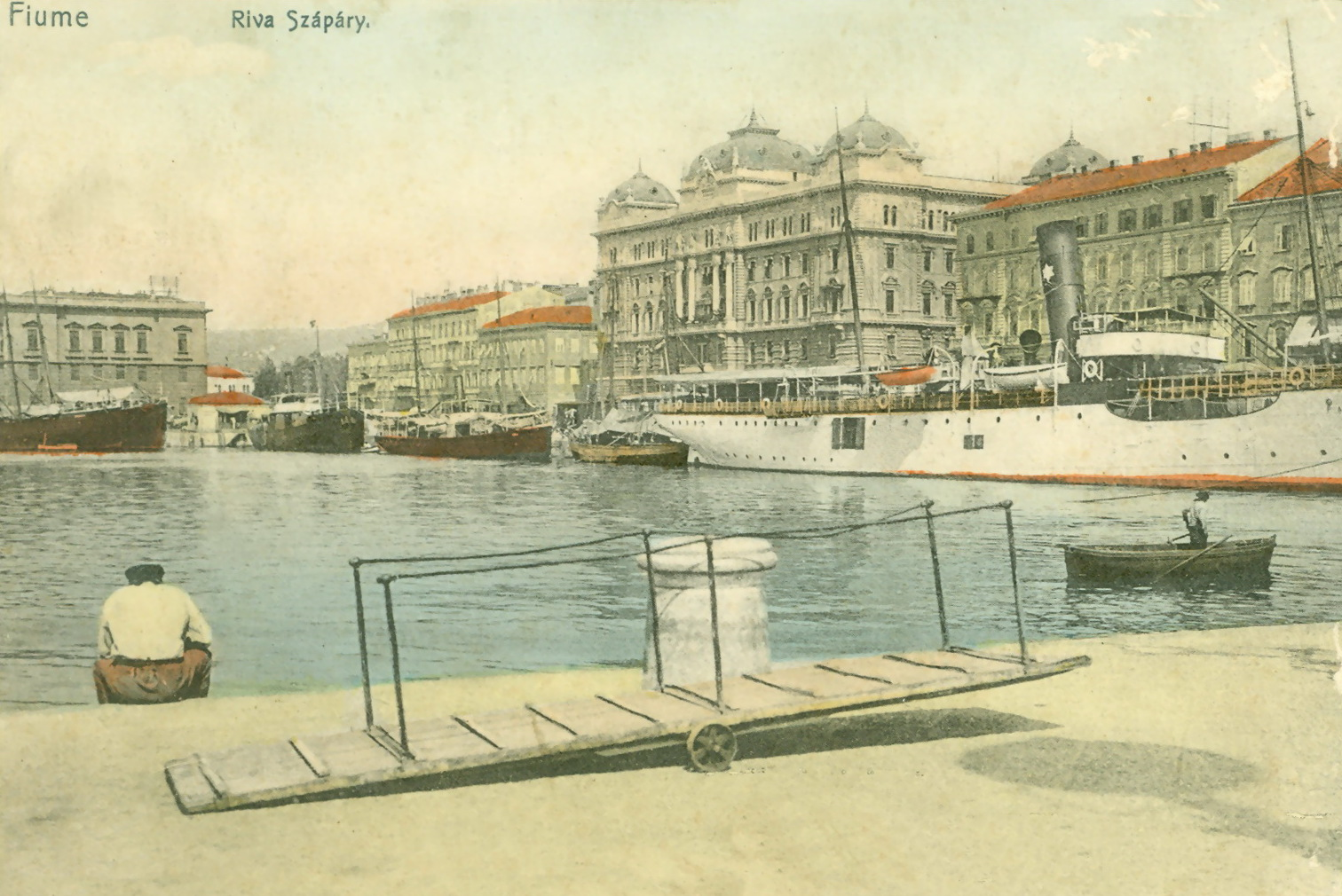
Riva Szapáry

- Riva SzapáryÖsterreichisch-kaiserlicher Leopold-Orden, Großkreuz
- Orden der Eisernen Krone, Ritter I. Klasse
- Ehrenbürgerschaft von Fiume
- ihm zu Ehren hieß ein Teil des Hafens von Fiume Riva Szapáry